# Asencyrtus deserticola
Asencyrtus deserticola är en stekelart som beskrevs av Trjapitzin 1971. Asencyrtus deserticola ingår i släktet Asencyrtus och familjen sköldlussteklar.
Artens utbredningsområde är:
- Turkmenistan.
- Uzbekistan.

Inga underarter finns listade.